# Gustave Buchard
Gustave Jean Armand Buchard (El Havre, 17 de febrero de 1890-Barentin, 18 de febrero de 1977) fue un deportista francés que compitió en esgrima, especialista en la modalidad de espada. Participó en los Juegos Olímpicos de Amberes 1920, obteniendo dos medallas de bronce, en las pruebas individual y por equipos.

## Palmarés internacional
| Juegos Olímpicos | Juegos Olímpicos  | Juegos Olímpicos  | Juegos Olímpicos   |
| Año              | Lugar             | Medalla           | Prueba             |
| ---------------- | ----------------- | ----------------- | ------------------ |
| 1920             | Amberes (Bélgica) | Medalla de bronce | Espada individual  |
| 1920             | Amberes (Bélgica) | Medalla de bronce | Espada por equipos |